# Nils Claesson (Bielkenstierna)
Nils Claesson (Bielkenstierna), död 4 december 1622 i Ripsa församling, var en svensk amiral.

## Biografi
Nils Claesson bar från 1600 till 1608 kapten vid flottan och blev 1602 hovjunkare hos hertig Karl. Nils Claesson var från 12 november 1611 till 9 februari 1615 holmamiral och blev 1619 underamiral. Han avled 1622 på Edeby i Ripsa socken och begravdes i Ripsa kyrka.

### Egendom
Nils Claesson var ägare till Edeby i Ripsa socken och Stensholm i Ripsa socken.

### Familj
Nils Claesson tillhörde den släkt som senare kom att anta namnet Bielkenstierna. Han var son till amiralen Claes Hansson den äldre och Kerstin Nilsdotter (Ryning). Han gifte sig omkring 1616 med friherrinnan Gunilla Gyllenstierna af Lundholm, dotter av riksrådet Nils Göransson Gyllenstierna och Ebba Bielke af Åkerö. Gunilla Gyllenstierna var änka efter hovjunkaren John Stensson (Tre Rosor). Nils Claesson och hans hustru fick tillsammans barnen Anna Nilsdotter (1617–1663) som var gift med presidenten Jakob Skytte af Duderhof och Kerstin Nilsdotter (född 1618).